# Peugeot 207
Peugeot 207 je malý automobil, který od roku 2006 vyrábí francouzská automobilka Peugeot. Vůz je nástupcem typu Peugeot 206. Vyrábí se jako tří nebo pěti nebo třídveřový hatchback, pětidveřové kombi a dvoudveřové kupé–kabriolet. Závodní verze S2000 je úspěšná v šampionátu Intercontinental Rally Challenge.
Vůz se začal prodávat v roce 2006 na evropských trzích. Prodej na asijských trzích byl zahájen později. Technický základ vůz převzal od koncernového vozu Citroën C3. Z vozu byl také odvozen sportovní typ 207 GTI.
Jako nástupce úspěšného modelu 206 CC je vyráběn kupé-kabriolet s pevnou automaticky skládací střechou pod označením 207 CC, který je vzhledem odvozený od základního modelu. Vyráběn je také od roku 2006.

## Motory

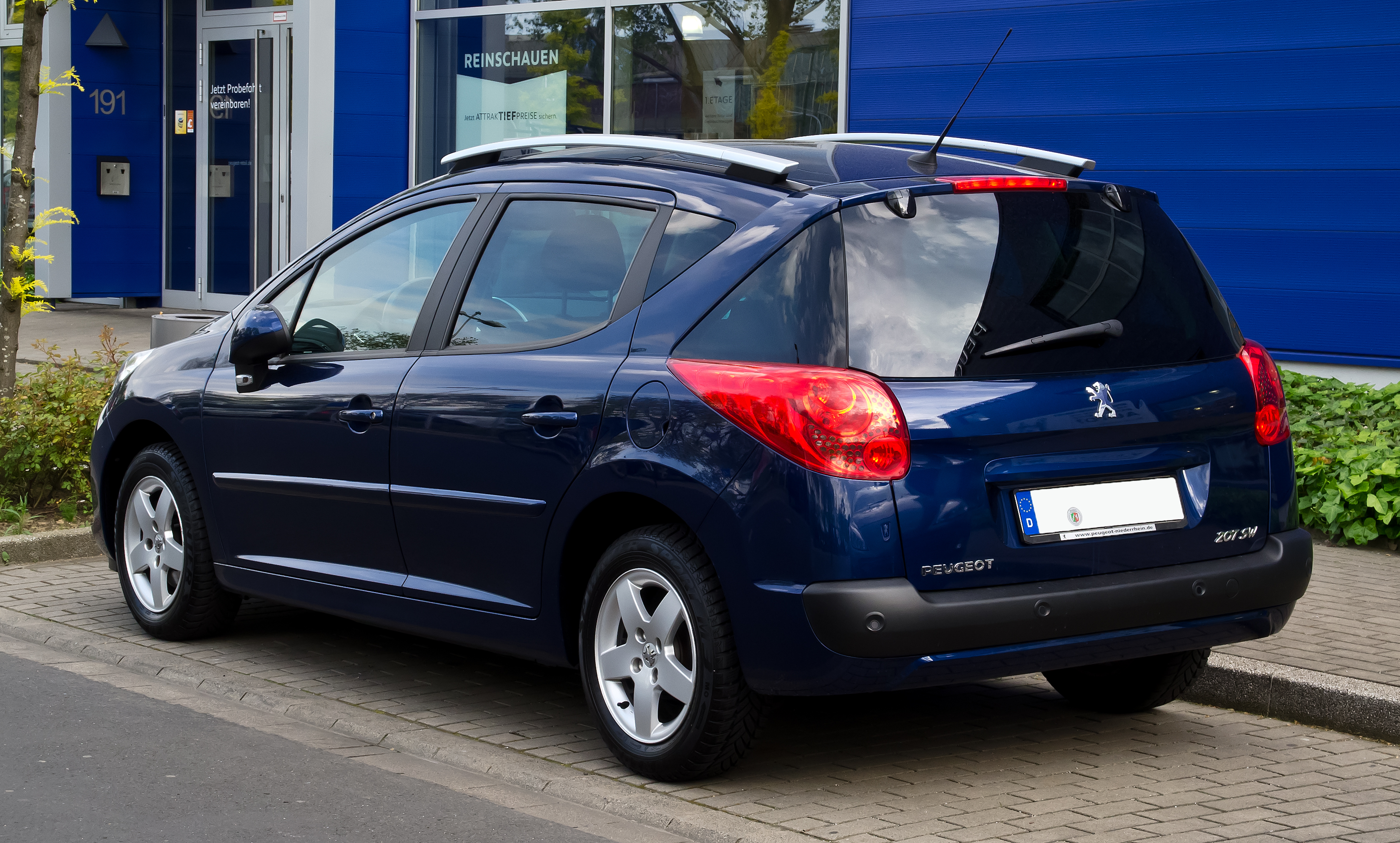
Peugeot 207 kombi

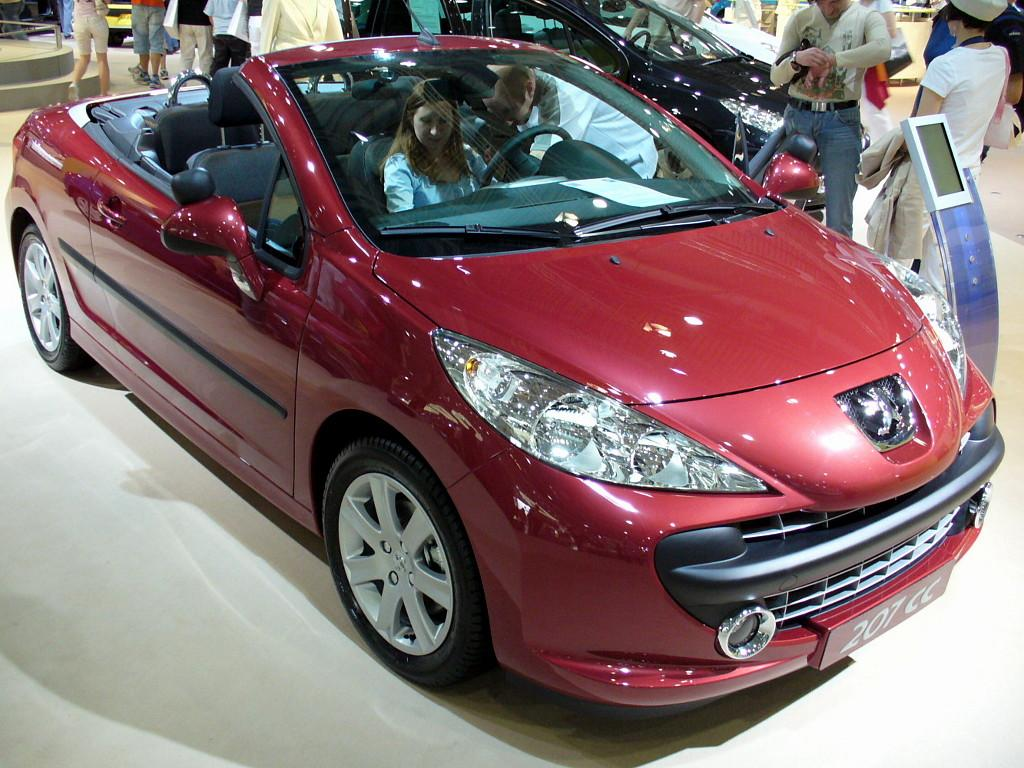
Peugeot 207 CC kabriolet s automaticky skládací střechou

### Zážehové
- 1,4l 8V (i pro CC)
- 1,4l 16V 65 kW – do roku 2006
- 1,4l VTi 70 kW – od roku 2006
- 1,6l 16V 82 kW – do roku 2006
- 1,6l VTi 89 kW – od roku 2006
- 1,6l Turbo 110 kW (i pro CC)
- 1,6l Turbo 128 kW (i pro CC)

### Vznětové
- 1,4l HDi 52 kW (i pro CC)
- 1,6l HDi 66 kW
- 1,6l HDi 82 kW (i pro CC)

## Závodní verze

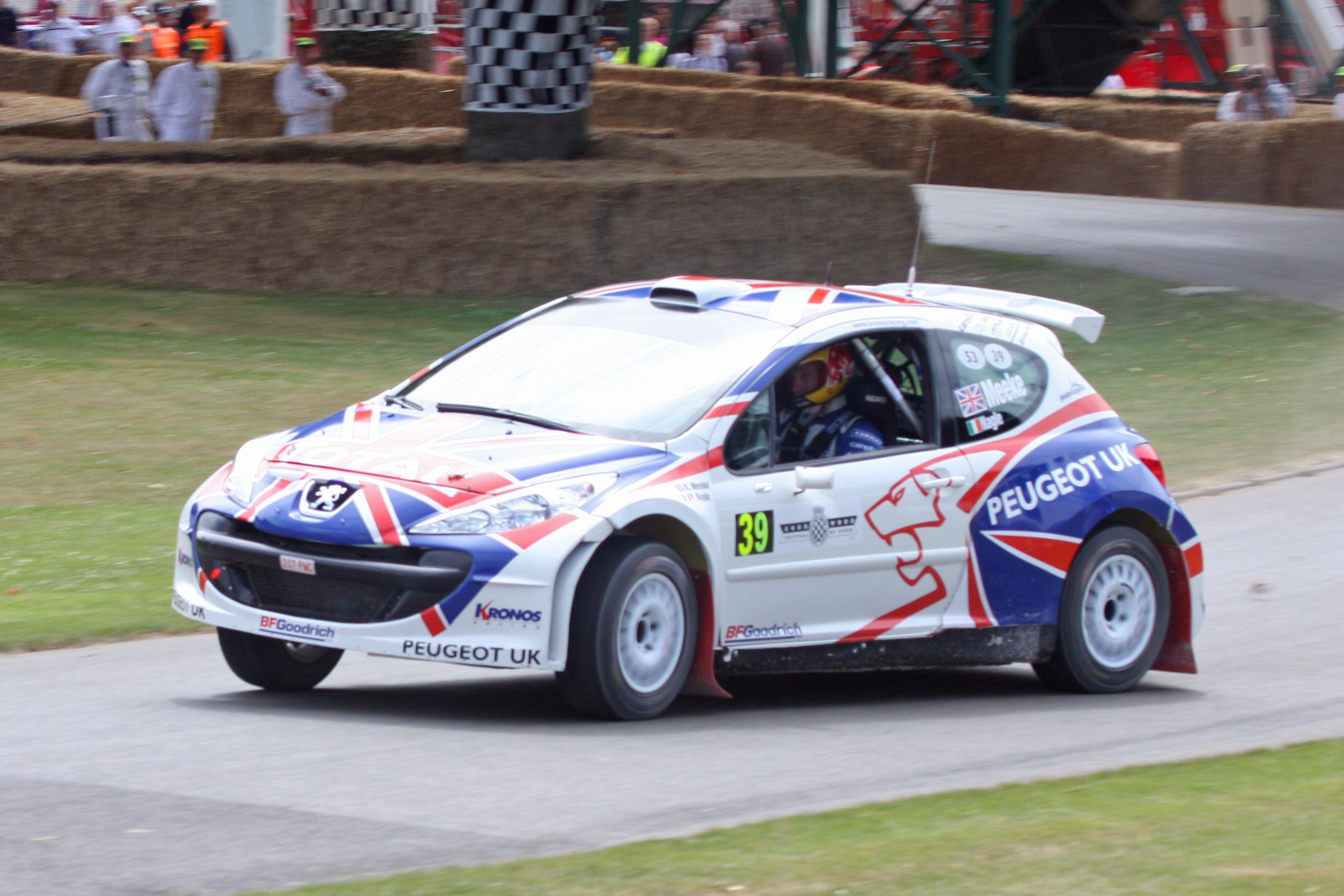
Kris Meeke s vozem 207 S2000

### Peugeot 207 S2000
Závodní typ 207 S2000 byl poprvé představen jako studie 207 RCup na Ženevském autosalonu v roce 2006. Pohání ji dvoulitrový šestnáctiventilový řadový čtyřválec DOHC o výkonu 209 kW a točivém momentu 250 Nm. S vozem získal Kris Meeke tituly v šampionátech IRC 2008 a IRC 2009. Jezdcům, kteří startují s tímto vozem, poskytuje technickou podporu tovární tým Peugeot Sport. Sekvenční převodovka má šest stupňů.
- Délka – 4030 mm
- Šířka – 1800 mm
- Rozvor – 2560 mm